# Ben Shepherd
Ben Shepherd es un músico estadounidense conocido por haber tocado el bajo en la banda de grunge Soundgarden desde 1990 hasta 2017 luego de la muerte del vocalista de la banda Chris Cornell.

## Biografía
Shepherd nació en una base militar estadounidense en Okinawa, Japón, el 20 de septiembre de 1968. Su familia se mudó a Texas, y luego se instaló en la isla de Bainbridge, Washington, donde creció. Se interesó en la música después de escuchar atentamente a Johnny Cash en la televisión, sentado tan cerca de los altavoces como sea posible. Le pidió a su padre una guitarra, y solo se la regaló después de insistir en que debía aprender cada acorde con nada más que un mástil de guitarra. Comenzó a tocar en numerosas bandas de punk-rock con amigos antes de llegar a la adolescencia. Después de graduarse de la escuela secundaria, trabajó como carpintero y obrero. Shepherd se involucró en la escena grunge cuando trabajaba como roadie de Nirvana y tocó en Tic Dolly Fila con Chad Channing. Él estaba siendo considerado como guitarrista (después de que Jason Everman fue despedido) en Nirvana, cuando finalmente se unió a Soundgarden.
La primera vez que hizo audiciones para el papel de bajista en Soundgarden en 1989, inmediatamente después de que Hiro Yamamoto se fuese, fue rechazado porque no podía tocar las canciones lo suficientemente bien. Jason Everman fue contratado como nuevo bajista de la banda, pero por razones desconocidas, fue despedido inmediatamente después de Soundgarden completara su gira promocional a mediados de 1990. Es entonces cuando Shepherd es contratado en 1990. En agradecimiento a la consecución del puesto, Shepherd escribió la letra de la canción Somewhere que aparece en Badmotorfinger, además de participar en la composición de varias de las canciones del disco.
En 1993, Shepherd y el baterista Matt Cameron formaron un proyecto paralelo llamado Hater, en donde Shepherd toca la guitarra y canta, además de componer varias canciones del álbum debut de título homónimo. Poco después grabaría el segundo álbum, The 2nd Was, que no salió hasta el año 2005, diez años después del disco debut. Durante estos diez años, Shepherd colaboró con la banda de Mark Lanegan, además de formar otro proyecto con Matt Cameron, Wellwater Conspiracy. Además, colaboró en las primeras sesiones de las Desert Sessions, proyecto de Josh Homme, donde tocaba el bajo.
La influencia de Shepherd en los siguientes álbumes de Soundgarden después de Badmotorfinger se hace cada vez más presente, llegando a componer en el último álbum de la banda, Down On the Upside, las letras de seis de las diez canciones del álbum.
A la medianoche del 1 de enero de 2010 (hora de Estados Unidos), el líder de Soundgarden Chris Cornell anunció a través de Twitter la reunión de Soundgarden después de doce años de inactividad. La formación completa incluyendo a Ben Shepherd se presentó el 8 de agosto de 2010 en el festival Lollapalooza así como lanzó un recopilatorio llamado Telephantasm con la canción "Black Rain" como novedad, la cual fue extraída de las sesiones de grabación de Badmotorfinger. También, la edición tuvo otra particularidad: cada persona que adquiriera el disco Guitar Hero: Warriors of Rock, se llevaría una copia del álbum. Luego de esa reunión de la banda, decidieron hacer otro álbum, llamado King Animal. El disco fue lanzado a la venta a finales del 2012.
- Datos: Q962323
- Multimedia: Ben Shepherd / Q962323